# セゴビア (小惑星)
セゴビア(3822 Segovia)は、1988年2月21日に関勉が高知県芸西村で発見した小惑星である。発見者の関がクラシック・ギター愛好家であることから、スペインのギタリストアンドレス・セゴビアにちなんで命名。